# Carola Häggkvist
Carola Maria Häggkvist, nota anche con lo pseudonimo di Carola (Stoccolma, 8 settembre 1966), è una cantante svedese.

## Biografia
Dopo aver vinto il Melodifestivalen del 1983 con Främling (scritta da Lasse Holm) - diventando l'artista più giovane a vincere tale festival, ha partecipato all'Eurovision Song Contest 1983, classificandosi al terzo posto. Nel 1990 si è classificata al secondo posto al Melodifestivalen con Mitt i ett äventyr. Nel 1991, dopo aver vinto per la seconda volta il festival svedese, vince anche l'Eurovision Song Contest a Roma, con Fångad av en stormvind, grazie allo spareggio.
Nel 2006 ha un altro grande successo con Evighet, col quale vince per la terza volta il festival del suo paese, ottenendo il diritto di partecipare all'Eurovision Song Contest, dove ha presentato la canzone Invincible, classificandosi al quinto posto.
Carola, artista molto famosa in patria, è anche attrice di teatro: ha recitato nelle versioni teatrali di Tutti insieme appassionatamente e La scelta di Sophie.
Suo figlio Amadeus Sögaard è un calciatore professionista.

## Discografia
- 1983 - Främling
- 1983 - Julefrid med Carola (EP)
- 1984 - Steg för steg
- 1984 - På egna ben
- 1985 - Happy Days
- 1986 - Runaway
- 1990 - Much More
- 1991 - Carola Hits
- 1991 - Jul
- 1993 - My Tribute
- 1994 - Personlight
- 1996 - Carola Hits 2
- 1997 - Det bästa av Carola
- 1998 - Blott en dag
- 1999 - Jul i Betlehem
- 2001 - Sov på min arm
- 2001 - My Show
- 2003 - Guld, platina & passion
- 2004 - Credo
- 2004 - 18 bästa
- 2005 - Störst av allt
- 2006 - Från nu till evighet
- 2007 - I denna natt blir världen ny - Jul i Betlehem II
- 2008 - Främling 25 år
- 2009 - Christmas in Bethlehem
- 2011 - Elvis, Barbra & jag